# Beduído e Veiros
Beduído e Veiros (oficialmente: União das Freguesias de Beduído e Veiros) é uma freguesia portuguesa do município de Estarreja, com 31,84 km² de área e 9903 habitantes (censo de 2021). A sua densidade populacional é 311 hab./km².

## História
Foi constituída em 2013, no âmbito de uma reforma administrativa nacional, pela agregação das antigas freguesias de Beduído e Veiros e tem a sede em Beduído.

## Demografia
A população registada nos censos foi:
| Distribuição da População por Grupos Etários | Distribuição da População por Grupos Etários | Distribuição da População por Grupos Etários | Distribuição da População por Grupos Etários | Distribuição da População por Grupos Etários | Distribuição da População por Grupos Etários |
| -------------------------------------------- | -------------------------------------------- | -------------------------------------------- | -------------------------------------------- | -------------------------------------------- | -------------------------------------------- |
| Antes da agregação                           |                                              |                                              |                                              |                                              |                                              |
| Ano                                          | 0-14 anos                                    | 15-24 anos                                   | 25-64 anos                                   | >= 65 anos                                   | Total                                        |
| 2001                                         | 1849                                         | 1552                                         | 5538                                         | 1473                                         | 10412                                        |
| 2011                                         | 1589                                         | 1200                                         | 5505                                         | 1753                                         | 10047                                        |
| Após a agregação                             |                                              |                                              |                                              |                                              |                                              |
| Ano                                          | 0-14 anos                                    | 15-24 anos                                   | 25-64 anos                                   | >= 65 anos                                   | Total                                        |
| 2021                                         | 1306                                         | 1106                                         | 5214                                         | 2277                                         | 9903                                         |